# Мазурук Ілля Павлович
Ілля́ Па́влович Мазуру́к (біл. Ілля Паўлавіч Мазурук; 20 липня 1906 — 2 січня 1989) — військовий і полярний льотчик, генерал-майор авіації (05.07.1946). Герой Радянського Союзу (1937).
Обирався депутатом Верховної Ради СРСР 1-го (1937—1946) та 2-го (1946—1950) скликань.

## Життєпис
Народився у місті Брест-Литовськ Берестейського повіту Гродненської губернії Російської імперії (нині — місто Берестя, обласний центр Республіки Білорусь). З 1915 року мешкав у місті Льгов (нині — Курська губернія Росії). Закінчив початкову школу, до 1919 року навчався у вищому початковому училищі.
За легендою з 1919 був чорноробом на залізничній станції Льгов. Влітку 1920 року з родиною виїхав до України, міста Рівного, яке незабаром окупувала Польща. Працював чорноробом на залізниці, нічним сторожем у лікарні. У квітні 1923 року нелегально перетнув державний кордон і утік до комуністів у СРСР.
Протягом 1923—1924 років працював помічником машиніста на електростанції в Липецьку, у 1924—1926 роках — секретар волосного комітету комсомолу в селі Кузьмінські Отвержки (нині — Липецький район Липецької області), секретар Липецького повітового комітету комсомолу, завідувач шкільного відділу Орловського губернського комітету комсомолу. Член ВКП(б) з 1925 року. У 1926—1927 роках — заступник завідувача відділу агітації і пропаганди Орловського міськкому ВКП(б).
У жовтні 1927 року призваний до лав РСЧА. У 1928 році закінчив Ленінградську військово-теоретичну школу ВПС, у 1929 році — Борисоглібську військову авіаційну школу льотчиків. У листопаді того ж року був демобілізований.
З 1930 року працював у Цивільному повітряному флоті (ЦПФ) бортмеханіком і льотчиком у Середній Азії, з 1932 року — льотчик і командир загону Далекосхідного управління ЦПФ. Одним з перших освоїв низку нових авіаліній на Сахалін і Камчатку. У 1936 році закінчив курси при Батайській льотній школі ЦПФ.
З жовтня 1936 року — льотчик полярної авіації. Навесні 1937 року, як командир літака ТБ-3, брав участь у висадці першої дрейфуючої наукової станції «Північний полюс-1». З травня 1938 року — начальник Управління полярної авіації Головпівнічморшляху.
Вдруге призваний до лав РСЧА у січні 1939 року. Того ж року закінчив Курси удосконалення командного складу при Військово-повітряній академії імені М. Є. Жуковського.
Учасник російсько-фінської війни: з грудня 1939 по березень 1940 року — командир окремої авіаційної ескадрильї нічних бомбардувальників при командувачі ВПС 8-ї армії. Здійснив декілька бойових вильотів на бомбардувальнику ТБ-3.
Учасник німецько-радянської війни: у липні—жовтні 1941 року — командир 2-ї авіагрупи ВПС Північного флоту, здійснив кілька бойових вильотів, зокрема, очолював перший масований удар радянських ВПС по базах німецького флоту у Варангер-фіорді; з грудня 1941 по серпень 1942 року — заступник начальника Головпівнічморшляху і, одночасно, начальник Управління полярної авіації; з серпня 1942 року — начальник Управління Красноярської повітряної траси; з червня 1943 року — командир 1-ї перегоночної авіаційної дивізії, яка здійснювала перегон американських літаків з Аляски до СРСР. Особисто перегнав 50 бойових літаків.
З червня 1944 року знову заступник начальника Головпівнічморшляху і начальник Управління полярної авіації. З 1947 року — заступник начальника Науково-дослідницького інституту ЦПФ. З листопада 1949 року — начальник льотної інспекції — заступник начальника Управління полярної авіації. Брав участь у високоширотній повітряній експедиції «Північ-5» (1950), в евакуації дрейфуючої полярної станції «Північний полюс-2» (1951).
У лютому 1953 року генерал-майор авіації І. П. Мазурук вийшов у запас. Продовжив роботу в полярній авіації. Брав участь у високоширотних повітряних експедиціях «Північ-6» (1954), «Північ-7» (1955), «Північ-11» (1959), «Північ-12» (1960), «Північ-13» (1961). У 1956—1957 роках — командир льотного загону морської частини 2-ї комплексної Антарктичної експедиції. 18 березня 1957 року на літаку Ан-2 першим у світі здійснив посадку на вершину айсберга в Антарктиді. Всього ж здійснив 254 польоти з посадкою на дрейфуючий лід.

## Нагороди
Постановою Центрального виконавчого комітету СРСР від 27 червня 1937 року «за мужність і героїзм, виявлені при виконанні завдання зі створення дрейфуючої станції „Північний полюс“» Мазуруку Іллі Павловичу присвоєне звання Героя Радянського Союзу. Після встановлення у 1939 році знаку особливої відзнаки, отримав медаль «Золота Зірка» за № 39.
Нагороджений двома орденами Леніна (27.06.1937, 19.05.1954), трьома орденами Червоного Прапора (19.05.1940, 28.02.1945, 20.06.1949), трьома орденами Вітчизняної війни 1-го ступеня (13.03.1944, 08.07.1945, 11.03.1985), двома орденами Трудового Червоного Прапора (03.05.1940, 29.08.1955), трьома орденами Червоної Зірки (16.05.1935, 10.11.1945, 02.12.1945) і медалями.

## Вшанування пам'яті
Ім'ям Іллі Мазурука названо вулиці в містах Липецьк (Росія) і Берестя (Білорусь), а також у селищі Сеймчан (Магаданська область, Росія).